# 刺蝟冠狀病毒
刺蝟冠狀病毒（Erinaceus coronavirus、EriCoV）是乙型冠狀病毒屬的一種病毒，於2014年在德國的西歐刺蝟糞便樣本中被發現，基因組長約30000nt，在乙型冠狀病毒屬中，此病毒與中東呼吸症候群冠狀病毒（MERS-CoV）、扁顱蝠冠狀病毒HKU4（HKU4）與伏翼蝠冠狀病毒HKU5（HKU5）的關係較為接近，皆屬Marbevirus亞屬。除冠狀病毒皆有的複製酶與四種結構蛋白外，此病毒還有ORF3a、ORF3b、ORF4a、ORF4b、ORF5、ORF8b等數種輔助蛋白，不過此病毒與MERS-CoV刺突蛋白中受體結合位序列的相似程度僅有約36%，顯示兩者可能使用不同的細胞受體進行感染。
隨後此病毒也在法國與英國的西歐刺蝟的樣本中被發現，研究顯示此病毒應不會對刺蝟造成明顯症狀。